# Jacob Joseph
Pour les articles homonymes, voir Joseph.
Jacob Joseph, né à Kovno (Kaunas en 1848 et mort le 28 juillet 1902, rabbin orthodoxe américain d'origine lituanienne est le premier et le dernier Grand-rabbin de New York.

## Biographie
Jacob Joseph est né à Kovno (Kaunas) en 1848,,. Il est le fils de Dov Baer Joseph.

## Œuvres
- (he) Le-Veit Ya'akov, 1888. Collection de sermons[6].